# Nimrodel
Nimrodel is een personage uit de werken over de fictieve geschiedenis van "Midden-aarde" van schrijver J.R.R. Tolkien.
Ze was een Elf uit Lothlórien die leefde in de Derde Era. Ze ontvluchtte dat land toen in het nabijgelegen Moria de Balrog opstond. Het was haar bedoeling om naar haar geliefde Amroth te reizen, maar op weg daarnaartoe verdween ze spoorloos in de Ered Nimrais.
Nimrodel is ook de naam van een zijrivier van de Celebrant. Zij stroomt ten zuiden van Moria uit de Nevelbergen en voegt zich samen met de Ziverlei. Daarna stroomt zij door Lórien en komt uit in de Anduin. Toen het Reisgenootschap van de Ring een korte tijd langs deze rivier verpoosde, zong Legolas het lied van Nimrodel.